# Surrender (álbum de Diana Ross)
Surrender é o terceiro álbum de Diana Ross, lançado pela Motown em 1971. Alcançou a posição #56 nos EUA (#10 R&B) e vendeu mais de 200,000 cópias.
Seu lançamento anterior, Everything is Everything, foi um fracasso por causa dos interesses da Motown em lançar a carreira de Diana apressadamente. Surrender, no entanto, foi um sucesso tanto comercial quanto pela crítica.
No ano seguinte, Diana iniciou sua carreira como atriz, no papel principal de Billie Holiday, no filme-biografia Lady Sings the Blues, onde obteve um enorme sucesso.
Seguindo o enorme sucesso do seu single #1 "I'm Still Waiting" no Reino Unido, Surrender foi re-lançado sob esse título, e o hit foi adicionado à lista de faixas do álbum. Outro hit do mesmo foi "Remember Me", que alcançou o top 20 nos Estados Unidos (onde vendeu mais de 500,000 cópias) bem como top 10 no Reino Unido. O álbum debutou em #56 na América e #10 no Reino Unido, onde ganhou disco de platina pelas mais de 60,000 cópias vendidas.

## Faixas do álbum
Todas as canções compostas por Nickolas Ashford and Valerie Simpson, exceto onde indicado. Todos os arranjos por Paul Riser.

### Lado A
1. "Surrender" – 2:53
2. "I Can't Give Back the Love I Feel for You" (Nickolas Ashford, Valerie Simpson, Brian Holland) – 3:16
3. "Remember Me" – 3:16
4. "And If You See Him" – 2:50
5. "Reach Out (I'll Be There)" (Lamont Dozier, Brian Holland, Eddie Holland)  – 4:50

### Lado B
1. "Didn't You Know (You'd Have to Cry Sometime)?" – 2:56
2. "A Simple Thing Like Cry" – 2:56
3. "Did You Read the Morning Paper?" (Nickolas Ashford, Valerie Simpson, Richard Monica) – 3:53
4. "I'll Settle for You" (Nickolas Ashford, Valerie Simpson, Josephine Armstead) – 2:58
5. "I'm a Winner" – 3:05
6. "All the Befores" – 4:35

No único lançamento em CD nos EUA em 1985, a Motown juntou em dois álbuns: Ain't No Mountain High Enough/Surrender (ASIN: B000008K86), incluindo diferentes tempos nas faixas, especialmente os 40 segundos adicionais em "Reach Out".
1. "Surrender" – 2:53
2. "I Can't Give Back the Love I Feel for You" – 3:20
3. "Remember Me" – 3:32
4. "And If You See Him" – 2:53
5. "Reach Out, I'll Be There" – 5:30
6. "Didn't You Know (You'd Have to Cry Sometime)" – 3:05
7. "A Simple Thing Like Cry" – 3:05
8. "Did You Read the Morning Paper?" – 3:52
9. "I'll Settle for You" – 3:08
10. "I'm a Winner" – 3:12
11. "All the Befores" – 4:44

Uma nova edição expandida lançada em dezembro de 2008 incluem as novas faixas:
1. "I'm Still Waiting"

Previously unreleased tracks:
1. "Baby I'll Come"
2. "Remember Me" (Diana vocal/undubbed stereo mix)
3. "Reach Out I'll Be There" (Alternate vocal)
4. "I Can't Give Back the Love I Feel for You" (Alternate vocal)
5. "Ain't No Mountain High Enough" (Alternate vocal and mix)
6. "Remember Me" (Alternate vocal and mix) (Previously unreleased)
7. "Surrender" (Alternate stereo mix) (Previously unreleased)
8. "Remember Me" (Valerie Simpson demo vocal)

- Nessa edição, "Reach Out, I'll Be There" (5:35) and "Did You Read the Morning Paper?" (4:11) não são as mesmas versões que aparecem no lançamento em CD de 1986.